# 金鸡奖最佳中小成本故事片
中国电影金鸡奖最佳中小成本故事片，初始奖项为2000年设立的最佳电视电影奖，2007年更名为最佳数字电影奖。2011年，为了鼓励中小成本影片，扩大评选范围，设立最佳中小成本故事片奖，候选作品要求投资为低于800万人民币的故事片。

## 获奖与提名名单

### 2020年代
| 年份   | 届次   | 影片                   |
| ------ | ------ | ---------------------- |
| 2024年 | 第37屆 | 《又是充满希望的一天》 |
| 2024年 | 第37屆 | 《洛桑的家事》         |
| 2024年 | 第37屆 | 《乘船而去》           |
| 2024年 | 第37屆 | 《倒仓》               |
| 2024年 | 第37屆 | 《流水落花》           |
| 2023年 | 第36屆 | 《回西藏》             |
| 2023年 | 第36屆 | 《永安镇故事集》       |
| 2023年 | 第36屆 | 《宇宙探索编辑部》     |
| 2023年 | 第36屆 | 《追梦》               |
| 2023年 | 第36屆 | 《傍晚向日葵》         |
| 2022年 | 第35屆 | 《漫长的告白》         |
| 2022年 | 第35屆 | 《巴林塔娜》           |
| 2022年 | 第35屆 | 《牛王》               |
| 2022年 | 第35屆 | 《兴安岭上》           |
| 2021年 | 第34屆 | 《冰下的鱼》           |
| 2021年 | 第34屆 | 《八步沙》             |
| 2021年 | 第34屆 | 《又见奈良》           |
| 2021年 | 第34屆 | 《哈日夫》             |
| 2021年 | 第34屆 | 《随风飘散》           |
| 2020年 | 第33屆 | 《我的喜马拉雅》       |
| 2020年 | 第33屆 | 《少女佳禾》           |
| 2020年 | 第33屆 | 《波依拉》             |
| 2020年 | 第33屆 | 《残香无痕》           |
| 2020年 | 第33屆 | 《通往春天的列车》     |

### 2010年代
| 年份   | 届次   | 影片                 |
| ------ | ------ | -------------------- |
| 2019年 | 第32屆 | 《紅花綠葉》         |
| 2017年 | 第31屆 | 《塔洛》             |
| 2017年 | 第31屆 | 《告別》             |
| 2015年 | 第30屆 | 《诺日吉玛》         |
| 2013年 | 第29屆 | 《万箭穿心》         |
| 2013年 | 第29屆 | 《今天明天》         |
| 2013年 | 第29屆 | 《刘老庄八十二壮士》 |
| 2013年 | 第29屆 | 《老哨卡》           |
| 2013年 | 第29屆 | 《鹅卵石》           |
| 2011年 | 第28屆 | 《老寨》             |
| 2011年 | 第28屆 | 《我们天上见》       |
| 2011年 | 第28屆 | 《我是植物人》       |
| 2011年 | 第28屆 | 《盲人电影院》       |
| 2011年 | 第28屆 | 《信义兄弟》         |
| 2011年 | 第28屆 | 《都市童话》         |

### 2000年代
| 年份   | 届次   | 影片                     |
| ------ | ------ | ------------------------ |
| 2009年 | 第27屆 | 《走四方》               |
| 2009年 | 第27屆 | 《十八个手印》           |
| 2009年 | 第27屆 | 《幸福成本》             |
| 2009年 | 第27屆 | 《锡林郭勒·汶川》        |
| 2007年 | 第26屆 | 《棋王和他的儿子》       |
| 2007年 | 第26屆 | 《男人上路》             |
| 2007年 | 第26屆 | 《村官过大年》           |
| 2007年 | 第26屆 | 《租期》                 |
| 2007年 | 第26屆 | 《啤酒花》               |
| 2005年 | 第25屆 | 《我们》                 |
| 2005年 | 第25屆 | 《合同父子》             |
| 2005年 | 第25屆 | 《法官老张轶事之养老树》 |
| 2005年 | 第25屆 | 《胡同里的波西米亚人》   |
| 2005年 | 第25屆 | 《烩面馆》               |
| 2004年 | 第24屆 | 《曾克林出关》           |
| 2004年 | 第24屆 | 《划痕岁月》             |
| 2004年 | 第24屆 | 《法官老张轶事之审牛记》 |
| 2003年 | 第23屆 | 《马世清离婚》           |
| 2003年 | 第23屆 | 《王忠诚》               |
| 2002年 | 第22屆 | 《法官老张轶事》         |
| 2002年 | 第22屆 | 《古玩》                 |
| 2002年 | 第22屆 | 《青春与共》             |
| 2001年 | 第21屆 | 《王勃之死》             |
| 2001年 | 第21屆 | 《上车，走吧！》         |
| 2000年 | 第20屆 | 空缺                     |
| 2000年 | 第20屆 | 《公鸡打鸣母鸡下蛋》     |